# 1810 a tudományban
Az 1810. év a tudományban és a technikában.

## Kémia
- Humphry Davy elnevezte a klórt.

## Matematika
- Charles Julien Brianchon megoldotta a Brianchon-tételt

## Születések
- április 6. – Philip Henry Gosse, angol tudományos író († 1888)
- július 21. – Henri Victor Regnault, francia fizikai kémikus († 1878)
- november 28. - William Froude angol mérnök (hidrodinamika) († 1879)
- december 7. – Theodor Schwann, német orvos († 1882)

## Halálozások
- február 24. – Henry Cavendish, angol fizikus és kémikus (* 1731)
- május 2. - Jean-Louis Baudelocque, francia szülészorvos (* 1745)
- június 26. – Joseph Michel Montgolfier, francia feltaláló, a hőlégballon úttörője (* 1740)